# Nino Rota

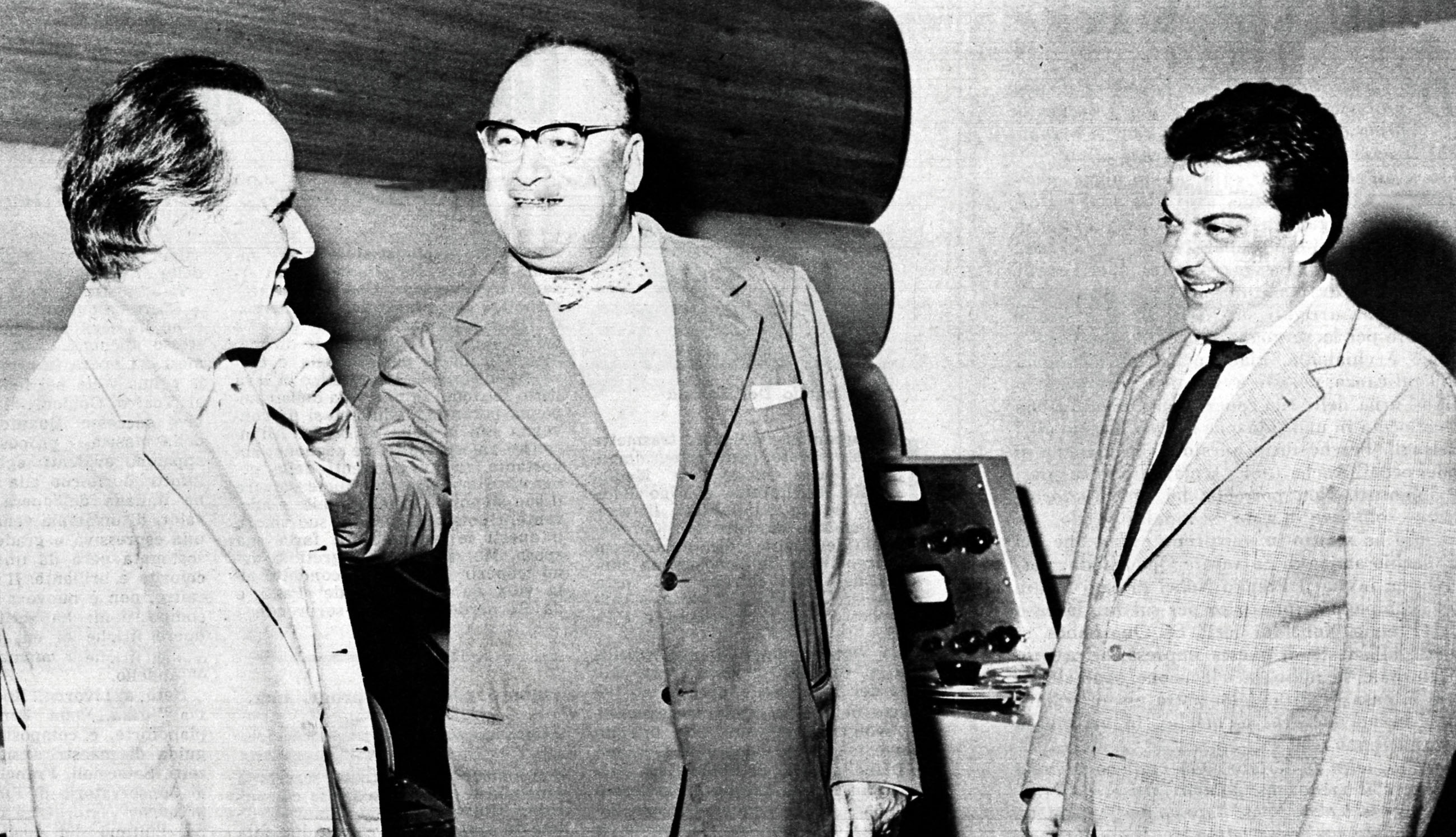
Rota längst till vänster, 1963.

Giovanni "Nino" Rota, född 3 december 1911 i Milano, död 10 april 1979 i Rom, var en italiensk kompositör av i huvudsak filmmusik.
Bland Nino Rotas mest kända filmmusikkompositioner märks ledmotivet till La strada (1954), Det ljuva livet (1960) och Gudfadern (1972).

## Filmografi i urval
- 1933 – Treno popolare
- 1954 – La strada
- 1960 – Det ljuva livet
- 1961 – Oss fiender emellan
- 1968 – Romeo och Julia
- 1969 – Fellinis Satyricon
- 1972 – Gudfadern
- 1972 – Roma
- 1973 – Amarcord
- 1974 – Gudfadern del II
- 1979 – Orkanen